# Рудольф Арендт
Рудольф Арендт (нім. Rudolf Arendt; 25 січня 1923, Балленштедт — 30 травня 2021) — німецький офіцер-підводник, один з наймолодших командирів підводних човнів, оберлейтенант-цур-зее крігсмаріне, контрадмірал бундесмаріне.

## Біографія
23 вересня 1940 року вступив в крігсмаріне. Після проходження тривалого навчання в серпні 1942 року призначений командиром взводу 1-го навчального дивізіону підводних човнів. З 1 січня 1943 року — 1-й вахтовий офіцер підводного човна U-18. З грудня 1943 по березень 1944 року пройшов курс командира човна, після чого повернувся на U-18. З 25 травня по 7 червня 1944 року — командир U-18, здійснив 1 похід (25 травня — 7 червня) з 20 червня 1944 року — U-23. 16 серпня вийшов у свій останній похід. 1 вересня безповоротно вивів з ладу румунський пароплав Oituz водотоннажністю 2686 тонн. 10 вересня наказав затопити човен поблизу Констанца, щоб не допустити його захоплення радянськими військами, після чого екіпаж був інтернований турецькою владою. 26 вересня 1946 року звільнений.
В 1956 році вступив в бундесмаріне. З березня 1965 року по жовтень 1967 року — командир 2-ї ескадри торпедних катерів у Вільгельмсгафені. З 1978 року — начальник 2-го відділу Командного штабу Збройних Сил, з 1980 року — начальник штабу. 31 березня 1983 року вийшов на пенсію у зв'язку з віком, після чого влаштувався в фірму Howaldtswerke-Deutsche Werft, де продавав підводні човни до 1989 року. В 2016 році овдовів. Після смерті Генріха Безольда 28 грудня 2018 року став останнім живим командиром підводних човнів крігсмаріне. В 2019 році дізнався про те, що U-23 була виявлена, і дав інтерв'ю з цього приводу.

## Звання
- Кандидат в офіцери (23 вересня 1940)
- Фенріх-цур-зее (1 серпня 1941)
- Оберфенріх-цур-зее (1 липня 1942)
- Лейтенант-цур-зее (1 січня 1943)
- Оберлейтенант-цур-зее (1 травня 1944)

## Нагороди
- Нагрудний знак мінних тральщиків
- Нагрудний знак підводника (23 липня 1943)
- Залізний хрест
  - 2-го класу (1943)
  - 1-го класу (1944)
- Медаль «Хрестовий похід проти комунізму» (Румунське королівство)
- Орден «За заслуги перед Федеративною Республікою Німеччина»
  - лицарський хрест (1975)
  - офіцерський хрест (1980)